# Tratado de Tuy
El Tratado de Tuy fue celebrado en 1137 entre Alfonso VII de León y Castilla y el infante Alfonso Henríquez, conde del Condado Portucalense, poniendo término a las hostilidades entre ellos. En el mismo Alfonso Henríquez prometió a Alfonso VII, que acababa de proclamarse Imperator totius Hispaniae, «fidelidad, seguridad e auxilio contra los enemigos».
Según parece, Alfonso Henríquez, sabiendo que el emperador se encontraba en mala posición en el conflicto con el rey de Navarra, aprovechó la oportunidad favorable para, de acuerdo con aquel, entrar con su ejército en Galicia, tomando Tuy, apoderándose de algunos castillos por traición de quien los defendía y causando daños en la zona. Alfonso VII recuperó Tuy.
Algunos autores consideran que Alfonso Henríquez evitó cualquier acto que lo llevara a la sumisión a Alfonso VII. Así, nunca lo reconoció como emperador, y éste tampoco invocó tal hecho en las relaciones con el Condado Portucalense, pero que el rey de León y Castilla no renunciaba a su supremacía lo muestra la protesta que dirigió a Eugenio III con ocasión del Concilio de Reims (1148) sin hablar de la intransigencia con que luchó hasta el fin de su vida por la primacía eclesiástica de Toledo sobre todos los territorios hispánicos.